# Fontaine-sur-Ay
Fontaine-sur-Ay ist eine französische Gemeinde mit 315 Einwohnern (Stand 1. Januar 2022) im Département Marne in der Region Grand Est (vor 2016 Champagne-Ardenne). Sie gehört zum Arrondissement Épernay und zum Kanton Épernay-1. 

## Geographie
Fontaine-sur-Ay liegt etwa acht Kilometer ostnordöstlich von Épernay und etwa 25 Kilometer südlich von Reims. das Gemeindegebiet wird vom Flüsschen Livre und seinem Zufluss Germaine durchquert. Umgeben wird Fontaine-sur-Ay von den Nachbargemeinden Germaine im Norden und Nordwesten, Ville-en-Selve im Norden und Nordosten, Val de Livre im Osten, Aÿ-Champagne im Süden sowie Avenay-Val-d’Or im Westen.

## Bevölkerungsentwicklung
| Jahr                       | 1962 | 1968 | 1975 | 1982 | 1990 | 1999 | 2006 | 2011 | 2018 |
| Einwohner                  | 146  | 154  | 170  | 179  | 209  | 237  | 299  | 347  | 340  |
| Quellen: Cassini und INSEE |      |      |      |      |      |      |      |      |      |

## Sehenswürdigkeiten

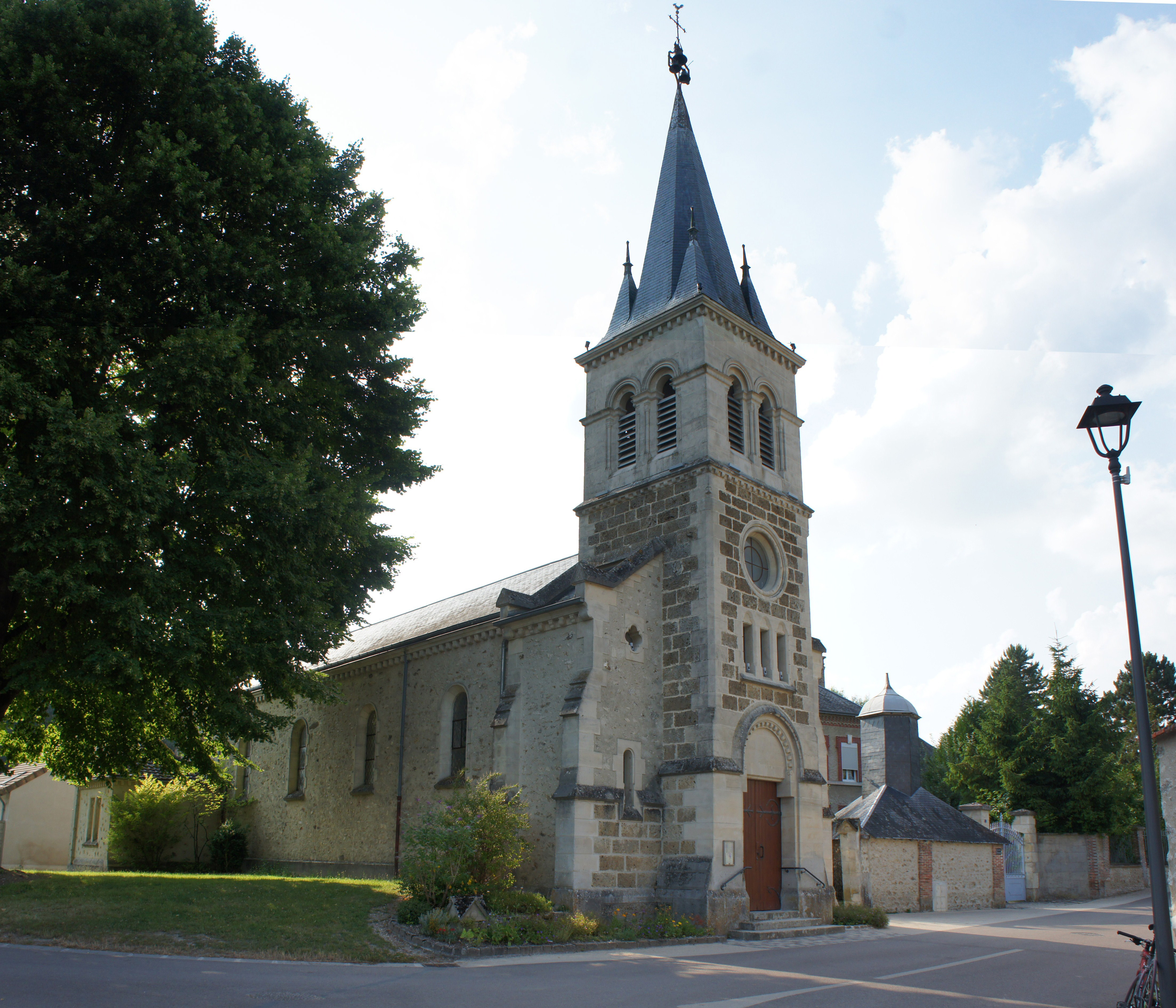
Kirche Saint-Aignan

- Kirche Saint-Aignan